# Frances Smith
Frances Dora Bowes-Lyon, Condesa de Strathmore y Kinghorne (nacida Smith; Westminster, 29 de julio de 1832-Londres, 5 de febrero de 1922) fue una noble británica. Fue la abuela de Isabel Bowes-Lyon y bisabuela de la Reina Isabel II.
Su padre fue Oswald Smith y su madre Henrietta Mildred Hodgson.

## Matrimonio y familia
El 28 de septiembre de 1853 se casó con Claudio Bowes Lyon que después se convertiría en el decimotercer titular del Condado de Strathmore y Kinghorne a la muerte de su hermano Tomás Lyon-Bowes en 1865. Frances asumió entonces el título de Condesa de Strathmore y Kinghorne.
- Claudio Bowes-Lyon, 14.º Conde de Strathmore y Kinghorne (14 de marzo de 1855 - 7 de noviembre de 1944). Casado con Cecilia Cavendish-Bentinck (11 de septiembre de 1862 - 23 de junio de 1938), de este matrimonio tiene descendencia vinculada directamente con la realeza británica, la Reina Madre es hija de este matrimonio y por lo tanto la reina Isabel II y el rey Carlos III son bisnieta y tataranieto de Frances respectivamente.
- Francis Bowes-Lyon (23 de febrero de 1856 - 18 de febrero de 1948). Se casó con lady Anne Catherine Sybil Lindsay (1858 - 15 de diciembre de 1936). De esta unión nacieron Muriel Francis Margaret Bowes-Lyon (29 de septiembre de 1884 - 31 de octubre de 1968), Charles Lindsay Claude Bowes-Lyon (15 de septiembre de 1885 - 23 de octubre de 1914), el Capitán Geoffrey Francis Bowes-Lyon (30 de septiembre de 1986 - 30 de agosto de 1951), Doris Cicely Bowes-Lyon (16 de diciembre de 1887 - 27 de octubre de 1918), Winifred Geraldine Bowes-Lyon (18 de diciembre de 1889 - 9 de enero de 1968), el Capitán Ronald George Bowes-Lyon (22 de junio de 1893 - 17 de abril de 1960) y Lillian Helen Bowes-Lyon (22 de diciembre de 1895 - 25 de julio de 1949).
- Ernest Bowes-Lyon (4 de agosto de 1858 - 27 de diciembre de 1891). Se casó con Isobel Hester Drummond (21 de mayo de 1860 - 15 de julio de 1945) el 23 de noviembre de 1882. De esta unión nacieron el Capitán Hubert Ernest Bowes-Lyon (6 de octubre de 1883 - 28 de abril de 1959), Susan Frances Bowes-Lyon (25 de octubre de 1884 - 28 de octubre de 1885), Dorothea Marion Bowes-Lyon (12 de abril de 1886 - 10 de julio de 1886), Joan Isobel Margaret Bowes-Lyon (30 de abril de 1888 - 6 de julio de 1954), Marjorie Effie Bowes-Lyon (6 de julio de 1889 - 23 de diciembre de 1981) y Ernestine Hester Maud Bowes-Lyon (19 de diciembre de 1891 - 1981).
- Herbert Bowes-Lyon (15 de agosto de 1860 - 14 de abril de 1897). Murió a la edad de 36 años sin casarse.
- Patrick Bowes-Lyon (5 de marzo de 1863 - 5 de octubre de 1946). Casado con Alice Wilshire (¿? - 1 de marzo de 1953), de este matrimonio nacieron el Teniente Gavin Patrick Bowes-Lyon (13 de diciembre de 1895 - noviembre de 1917), Angus Patrick Bowes-Lyon (22 de octubre de 1899 - 10 de julio de 1923), Jean Barbara Bowes-Lyon (9 de octubre de 1904 - 7 de enero de 1963) y Margaret Ann Bowes-Lyon (19 d junio de 1907 - 14 de agosto de 1999).
- Constance Frances Bowes-Lyon (8 de octubre de 1865 - 19 de noviembre de 1951). Se casó el 21 de diciembre de 1893 con Lord Robert Francis Leslie Blackburn (27 de abril de 1864 - 21 de marzo de 1944). De esta unión nacieron Phyllis Frances Agnes Blackburn, Leslie Herbert Blackburn, Hilda Constance Helen Blackburn (1902 - 1986) y Claudia Katharine Angela Blackburn (¿? - 8 de febrero de 2001).
- Kenneth Bowes-Lyon (26 de abril de 1867 - 9 de enero de 1911). Murió a los 43 años, sin casarse.
- Mildred Marion Bowes-Lyon (6 de octubre de 1868 - 9 de junio de 1897). Casada con Augustus Edward Jessup (1851-1925).Quienes tuvieron dos hijos: Alfred Claude Jessup (1895 - 1980) y Alexander Marion Jessup (1891 - 1917)
- Maud Agness Bowes-Lyon (12 de junio de 1870 - 28 de febrero de 1941). Murió a los 70 años, sin casarse.
- Evelyn Mary Bowes-Lyon (16 de julio de 1872 - 15 de marzo de 1876). Murió en la infancia.
- Malcolm Bowes-Lyon (23 de abril de 1874 - 23 de agosto de 1957). Casado con Winifred Gurdon-Rebow (¿? - 30 de mayo de 1957), de este matrimonio nació su hija Clodagh Pamela Bowes-Lyon (15 de julio de 1908 - 10 de mayo de 2003).
- Anne Catherine Bowes-Lyon (1976) Murió sin casarse.